# Torpsjön (Frykeruds socken, Värmland)
Torpsjön är en sjö i Kils kommun i Värmland och ingår i Göta älvs huvudavrinningsområde. Sjön är 4,2 meter djup, har en yta på 1,39 kvadratkilometer och befinner sig 86 meter över havet.

## Delavrinningsområde
Torpsjön ingår i det delavrinningsområde (661527-134999) som SMHI kallar för Utloppet av Torpsjön. Medelhöjden är 124 meter över havet och ytan är 8,62 kvadratkilometer. Det finns inga avrinningsområden uppströms utan avrinningsområdet är högsta punkten. Vattendraget som avvattnar avrinningsområdet har biflödesordning 4, vilket innebär att vattnet flödar genom totalt 4 vattendrag innan det når havet efter 302 kilometer. Avrinningsområdet består mestadels av skog (50 procent), öppen mark (11 procent) och jordbruk (20 procent). Avrinningsområdet har 1,31 kvadratkilometer vattenytor vilket ger det en sjöprocent på 15,2 procent.